# Nikodim Rotov
Nikodim Rotov (in russo Никодим?; al secolo Boris Georgievič Rotov, Борис Георгиевич Ротов; Frolovo, 15 ottobre 1929 – Città del Vaticano, 5 settembre 1978) è stato un arcivescovo ortodosso russo, metropolita di Leningrado.

## Biografia
Fautore del dialogo interreligioso, è stato incluso tra le personalità più illustri dell'ortodossia e della storia dell'ecumenismo russo. Nell'agosto del 1962 siglò un accordo col cardinale Tisserant, rappresentante del Vaticano, che prevedeva il silenzio del Concilio sui crimini del comunismo. Nel 1971 era succeduto nell'episcopato a Sergej Izvekov, che fu elevato alla sede di Mosca e divenne Pimen I di Mosca.
La figura di Nikodim si è indissolubilmente legata alla vicenda di Giovanni Paolo I, per un tragico accadimento. Il vescovo infatti fu ricevuto dal nuovo pontefice in udienza privata il 5 settembre 1978, ma durante questa si accasciò: morì (a neppure quarantanove anni) fra le braccia del papa, vittima probabilmente di una cardiopatia che curava con nitroglicerina. Aveva già avuto cinque infarti. La fine di Nikodim si accompagnò a una serie di sospetti: fu ipotizzato in particolare che fosse una spia del KGB e, considerando che lo stesso Luciani poco dopo ne condivise la sorte, che avesse bevuto un caffè avvelenato destinato al pontefice.